# نیک کرول
نیک کرول (انگلیسی: Nick Kroll؛ زادهٔ ۵ ژوئن ۱۹۷۸) یک هنرپیشه اهل ایالات متحده آمریکا است. وی از سال ۲۰۰۴ میلادی تاکنون مشغول فعالیت بوده‌است.
از فیلم‌ها یا برنامه‌های تلویزیونی که وی در آن نقش داشته است می‌توان به بیارش گریک، شام برای احمق‌ها، شوالیه جام‌ها، مهمانی سوسیسی، تعطیلات، خانه، عملیات نهایی، چگونه پایان می‌پذیرد و بزرگسالان مبتدی اشاره کرد.